# Берестовецька сільська рада (Коростенський район)
Берестовецька сільська рада (до 1946 року — Татарновицька сільська рада) — колишня адміністративно-територіальна одиниця та орган місцевого самоврядування у Коростенській, Волинській округах, Народицькому, Чоповицькому, Малинському і Коростенському районах Київської й Житомирської областей УРСР та України з адміністративним центром у с. Берестовець.

## Населені пункти
Сільській раді були підпорядковані населені пункти:
- с. Берестовець

## Населення
Кількість населення ради, станом на 1923 рік, становила 1 387 осіб, кількість дворів — 250.
Відповідно до результатів перепису населення 1989 року, кількість населення ради, станом на 12 січня 1989 року, становила 492 особи.
Станом на 5 грудня 2001 року, відповідно до перепису населення України, кількість мешканців сільської ради становила 288 осіб.

## Склад ради
Рада складалась з 12 депутатів та голови.

### Керівний склад сільської ради
| ПІБ                             | Основні відомості                                                               | Дата обрання | Дата звільнення |
| ------------------------------- | ------------------------------------------------------------------------------- | ------------ | --------------- |
| Потапчук Валерій Григорович     | Сільський голова, 1940 року народження, освіта, безпартійний                    | 26.03.2006   | 31.10.2010      |
| Мельниченко Петро Володимирович | Сільський голова, 1981 року народження, освіта середня спеціальна, безпартійний | 31.10.2010   |                 |

Примітка: таблиця складена за даними джерела

## Історія
Утворена 1923 року, з назвою Татарновицька, в с. Татарновичі Тататрновицької волості Коростенського повіту Волинської губернії. 7 червня 1946 року, відповідно до указу Президії Верховної ради УРСР «Про збереження історичних найменувань та уточнення і впорядкування існуючих назв сільрад і населених пунктів Житомирської області», сільську раду було перейменовано на Берестовецьку через перейменування її адміністративного центру на Берестовець.
Станом на 1 вересня 1946 року сільська рада входила до складу Чоповицького району Житомирської області, на обліку в раді перебувало с. Берестовець.
Станом на 1 січня 1972 року сільська рада входила до складу Коростенського району Житомирської області, на обліку в раді перебувало с. Берестовець.
Виключена з облікових даних 17 липня 2020 року, відповідно до рішення Верховної Ради України № 807-ІХ. Територію та населені пункти ради, відповідно до розпорядження Кабінету Міністрів України № 711-р від 12 червня 2020 року «Про визначення адміністративних центрів та затвердження територій територіальних громад Житомирської області», включено до складу Коростенської міської територіальної громади Коростенського району Житомирської області.
Входила до складу Народицького (7.03.1923 р., 28.11.1957 р., 8.12.1966 р.), Чоповицького (5.03.1927 р., 17.02.1935 р.), Малинського (5.02.1931 р.) та Коростенського (30.12.1962 р., 3.04.1967 р.) районів.